# سیلوفانگین
سیلوفانگین (به انگلیسی: Cilofungin) یک ترکیب شیمیایی با شناسه پاب‌کم ۷۱۷۶۲ است. که جرم مولی آن ۱۰۳۰٫۱۲۴۷۴ g/mol می‌باشد. 